# Csandragupta Maurja
Csandragupta Maurja (szanszkrit nyelven: चन्द्रगुप्त मौर्य) az ókori indiai Maurja-dinasztia alapítója. I. e. 322-ben megdöntötte a Magadhában uralkodó Nanda-dinasztia uralmát és császárrá kiáltotta ki magát.
A "Csandra" szó jelentése "fényes, ragyogó vagy csillogó", és a szanszkritban és más indiai nyelvekben a "Holdra" használják.
Már röviddel hatalomra kerülése után 600 ezer emberből álló seregével meghódoltatta a Pandzsáb és az Indus-völgy déli részének (Szindh) államait.
I. e. 305-ben kiverte Nagy Sándor birodalmának helyőrségét, I. Szeleukosz Nikatór szeleukida uralkodót, és birodalmát nyugat felé, a mai Pakisztán és Afganisztán területére is kiterjesztette. Országát keleten a Bengáli-öböl határolta, északon a Himalája, délen pedig a Narmada folyó.
Hódításai után egy erős országot teremtett meg Pataliputra (ma Patna) fővárosi státuszával. Uralkodása alatt kovácsolódtak először egységbe Észak-India népei és megalapította a Maurja Birodalmat.
Mégaszthenész (Szeleukosz követe) - aki eljutott India szívébe - egy jól megszervezett államról számolt be. Az állam élén az abszolút hatalmú uralkodó állt. Virágzó városokat látott, fejlett naturális gazdálkodást és ügyes kézműveseket talált, akik a királyi műhelyekben luxustermékeket állítottak elő. A faluközösségek és a városok közötti árucserét kereskedők közvetítették. A birodalom királyi útja Hüphaszisztól (Biasz) Pátaliputrán át a Gangesznak a Hugli (Hooghly) nevű torkolati útjáig húzódott. A 2000 km hosszú úton kitűnően berendezett postaállomások voltak.  Az előkelőségek házain kívül csak a király földjein és kertjeiben dolgoztak rabszolgák. A társadalomban már ebben a korban fennálltak a különféle kasztok.  Mégaszthenész továbbá olyan nád létezéséről is írt, amely méhek nélkül ad mézet. Ez volt az addig nyugaton nem ismert cukornád.
Csandragupta Maurja I. e. 298-ban trónját átadta fiának, Binduszárának és élete hátralevő részét (kb. 14 évet) nincstelen dzsaina aszkétaként élte le a dél-indiai Shravanabelagolában a megvilágosodásra törekedve.

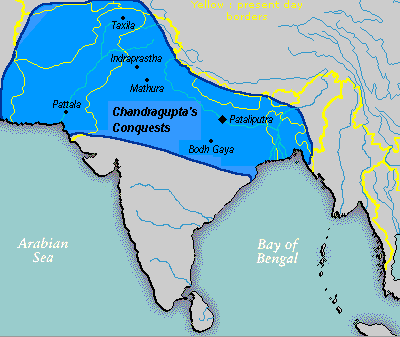
Csandragupta Maurja által meghódított területek i. e. 305-ben